# Gorgasia thamani
Gorgasia thamani är en fiskart som beskrevs av Greenfield och Niesz 2004. Gorgasia thamani ingår i släktet Gorgasia och familjen havsålar. Inga underarter finns listade i Catalogue of Life.